# Ванкувер Кэнакс
«Ванку́вер Кэна́кс» (англ. Vancouver Canucks) — хоккейный клуб, выступающий в Национальной хоккейной лиге. Клуб базируется в Ванкувере, провинция Британская Колумбия, Канада.

## История
В 1910-х годах в Ванкувере была хоккейная команда, носившая название «Миллионеры», в составе которой были Майк Маккей и Циклон Тейлор. В 1915 году, ещё до создания НХЛ, клуб, игравший в лиге Тихоокеанского побережья (PCHL), выиграл первый и пока единственный Кубок Стэнли для «Ванкувера». В середине 1920-х годов «Миллионеры» прекратили своё существование.
С 1926 по 1970 год Ванкувер был домом только для команд из низших лиг. В частности, предшественник нынешних «Кэнакс» (также известный как «Ванкувер Кэнакс») играл с 1945 по 1970 год в хоккейной лиге Тихоокеанского побережья и Западной хоккейной лиге (WHL).

### Путь к НХЛ
С усилением намерения стать частью НХЛ, в Ванкувере в 1966 году был дан старт строительству новой современной арены «Пасифик Колизиум». Строительство было завершено, и арена была открыта в январе 1968 года. «Кэнакс» из WHL играли в то время на небольшой арене под названием «Ванкувер Форум», расположенной на той же территории Тихоокеанской национальной выставки, что и новая арена. Тем временем группа из Ванкувера, во главе с владельцем клуба WHL и бывшим мэром Ванкувера Фредом Хьюмом, сделала заявку на то, чтобы войти в число шести команд, которые должны вступить в лигу в 1967 году, но НХЛ отклонила их заявку. Лидер тендера Сайрус Маклин назвал отказ «сфабрикованной сделкой», сославшись на несколько предубеждений, направленных против них.
Менее чем через год у команды «Калифорния Голден Силз» возникли финансовые проблемы и трудности с привлечением фанатов. Была заключена сделка по переводу команды в Ванкувер, но НХЛ наложила вето на эту сделку. В обмен на избежание судебного процесса НХЛ пообещала Ванкуверу включить команду в следующий раунд расширения. Другая группа инвесторов, возглавляемая предпринимателем из Миннесоты Томом Скалленом приобрела «Кэнакс» и вместе с «Баффало Сейбрз» вступила в лигу с сезона 1970/71.
Готовясь к вступлению в лигу, «Ванкувер» привлёк игроков с опытом игры в НХЛ. Шесть из этих игроков (Джон Арбор, Джордж Гарднер, Лен Лунде, Марк Реом, Тед Тейлор и Мюррей Холл) останутся в клубе до его первого сезона в НХЛ. Остальная часть состава была сформирована на драфте расширения.

### История выступлений

#### XX век
9 октября 1970 года новички НХЛ, «Ванкувер Кэнакс», провели свой первый матч в истории франшизы против «Лос-Анджелес Кингз» и потерпели поражение со счётом 1:3. Первая победа была добыта 11 октября 1970 года в матче против «Торонто Мейпл Лифс» — 5:3.
Первые годы не принесли команде больших успехов, так как часто менялись тренеры и игроки. В 1982 году под руководством помощника старшего тренера Роджера Нильсона (главный тренер команды Гарри Нил был дисквалифицирован НХЛ на 10 игр за стычку с болельщиками в Квебеке) «Кэнакс» добрались до финала Кубка Стэнли, но были остановлены «Нью-Йорк Айлендерс» в четырёх матчах. В том году в составе «Ванкувера» блистали вратарь Ришар Бродёр, полевые игроки Томас Градин, Стэн Смил, югослав по происхождению Иван Болдырев, а также чех Иван Глинка.

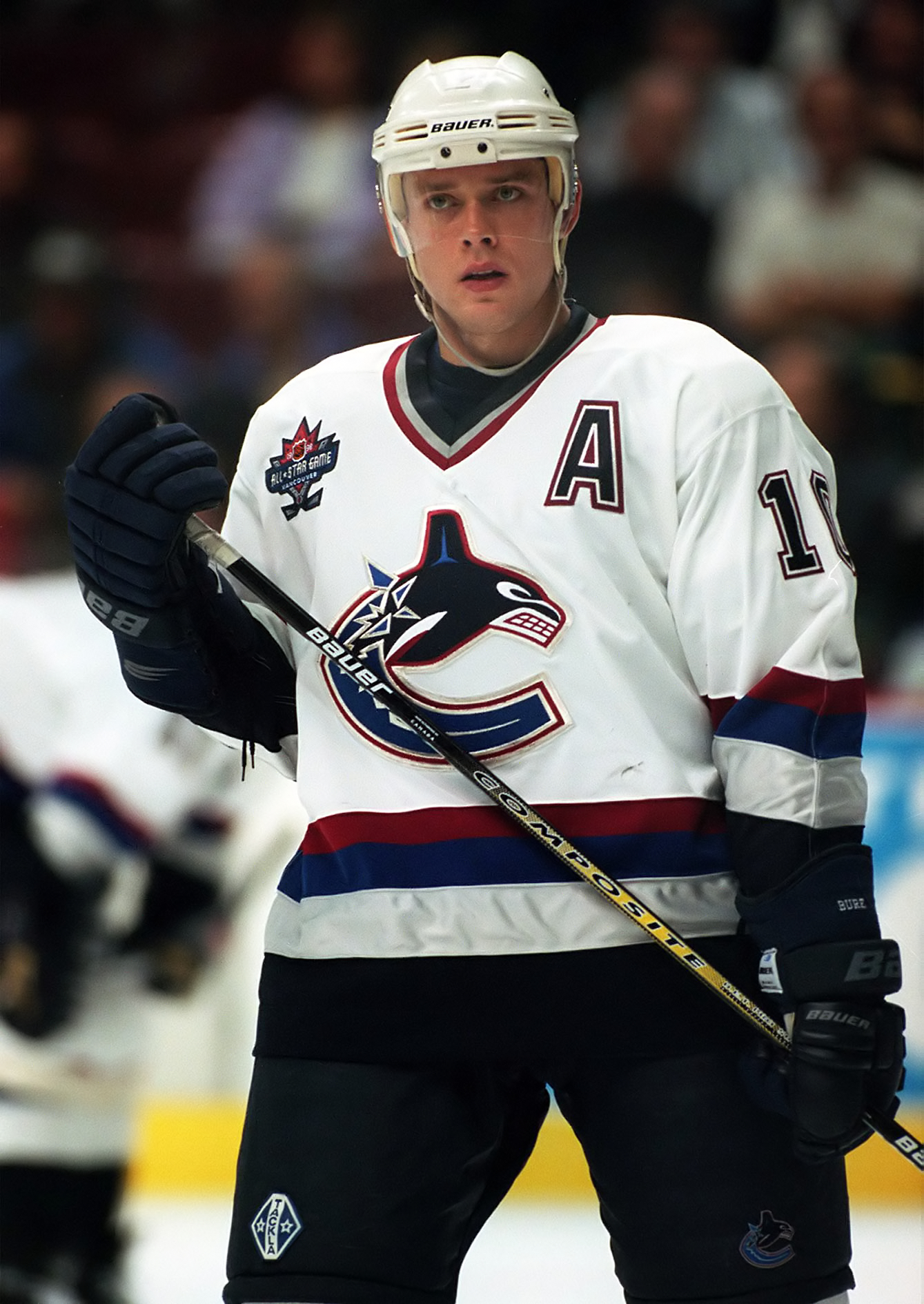
Павел Буре в 1992 году выиграл приз лучшему новичку сезона — «Колдер Трофи», а также дважды забрасывал по 60 шайб за сезон в составе «Кэнакс». 2 ноября 2013 года «Ванкувер» вывел из обращение 10-й номер под которым выступал Буре

В сезоне 1987/88 команда оказалась на последнем месте в регулярном чемпионате. Однако это дало ей право на второй выбор в драфте, и руководство команды выбрало Тревора Линдена. После прихода в начале 1990-х советских игроков Игоря Ларионова и Владимира Крутова, являвшихся неотъемлемой частью пятерки ЦСКА Фетисов — Касатонов, Макаров — Ларионов — Крутов, а также Павла Буре дела «Кэнакс» пошли на поправку. Под руководством Пэта Куинна команда стала показывать атакующую, зрелищную игру, а молодой Буре стал одним из самых результативных форвардов в НХЛ. Именно благодаря его голам, а также надёжной игре голкипера Кирка Маклина и лидерским качествам капитана Линдена, отменной игре Дэйва Бабича, Юрки Лумме, Клиффа Роннинга, Мартена Желина и Джеффа Куртнолла «Ванкувер» дошёл до финала Кубка Стэнли в 1994 году, где их соперникам из «Нью-Йорк Рейнджерс» потребовались все семь матчей для того, чтобы склонить чашу весов в свою сторону.

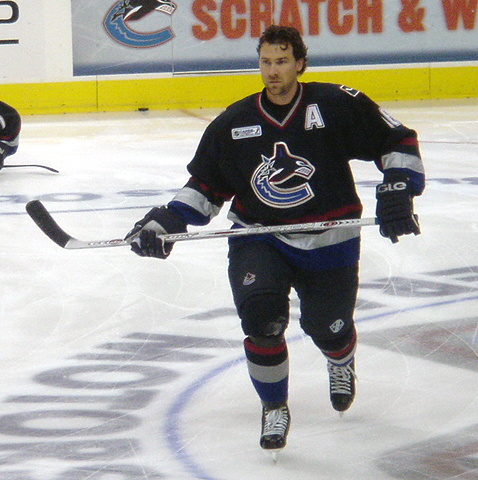
Тревор Линден провёл в составе «Кэнакс» 16 сезонов в 1980-е, 1990-е и 2000-е годы

В 1995 году клуб приобрёл Александра Могильного, а в 1997 году — Марка Мессье. Новой ареной «Кэнакс» стал «Дженерал Мотор Плэйс» (с 2010 года — «Роджерс Арена»). Однако связка Буре — Могильный не заиграла на ожидаемом уровне в основном из-за травм Буре, а лучшие года Мессье остались позади. В начале сезона 1997/98 Пэт Куинн был уволен со своего поста, в конце того же чемпионата «Кэнакс» удовлетворили просьбу Буре и обменяли его во «Флориду Пантерз». В «Ванкувере» началась чехарда тренеров и, как следствие, команда оказалась в числе аутсайдеров лиги.
В сезоне 1999/2000, третьем подряд, «Кэнакс» не смогли добраться до плей-офф. Ходили разговоры об обмене Мессье, но в итоге команду покинул Александр Могильный, обменянный в «Нью-Джерси Девилз». Мессье же в межсезонье вернулся в «Нью-Йорк Рейнджерс».

#### XXI век
В начале 2000-х годов в «Ванкувере» засияли новые звёзды — Маркус Неслунд и Тодд Бертуцци, а на тренерский мостик взошёл Марк Кроуфорд, приведший «Колорадо Эвеланш» к победе в Кубке Стэнли в 1996 году. Команда стала регулярно пробиваться в плей-офф, но из-за слабой игры вратарей выбывала на начальных стадиях.
В сезоне 2002/03 «Кэнакс» во главе с ударной тройкой форвардов Неслунд — Моррисон — Бертуцци были близки к победе в своём дивизионе, но, слабо проведя концовку чемпионата, пропустили вперёд «Колорадо». В Кубке Стэнли «Ванкувер» ещё более разочаровал своих поклонников, проиграв во втором раунде «Миннесоте Уайлд» в семи матчах, хотя по ходу серии канадская команда вела 3-1.
В 2004 году «Кэнакс» стали наконец-то чемпионами своего дивизиона, однако в плей-офф выступили ещё хуже, чем 2 года назад, проиграв в семи матчах «Калгари». В составе «Ванкувера» в этих играх не было Тодда Бертуцци, получившего дисквалификацию до конца сезона за умышленную грубую игру, из-за которой нападающий «Колорадо» Стив Мур 8 марта 2004 года получил серьёзные травмы шеи и головы. После очередной неудачи в плей-офф в «Ванкувере» снова наметились перемены — пост генерального менеджера команды занял Дэйв Нонис. Ничего хорошего это не принесло. После локаута в сезоне 2005/06, команда впервые с 2000 года вообще не пробилась в плей-офф. Марк Кроуфорд был уволен с поста главного тренера, а «Кэнакс» начали новую перестройку.
На место главного тренера был назначен Ален Виньо. Именно под его руководством, а также благодаря великолепной игре вратаря «Ванкувера» и сборной Канады Роберто Луонго, Ванкувер сумел в сезоне 2008/09 в шестой раз стать победителем Северо-Западного дивизиона. В 1/8 плей-офф «Кэнакс» победили «Сент-Луис Блюз» со счётом 4-0, но затем уступили в 1/4 «Чикаго Блэкхокс» 2-4, снова не завоевав долгожданный кубок.

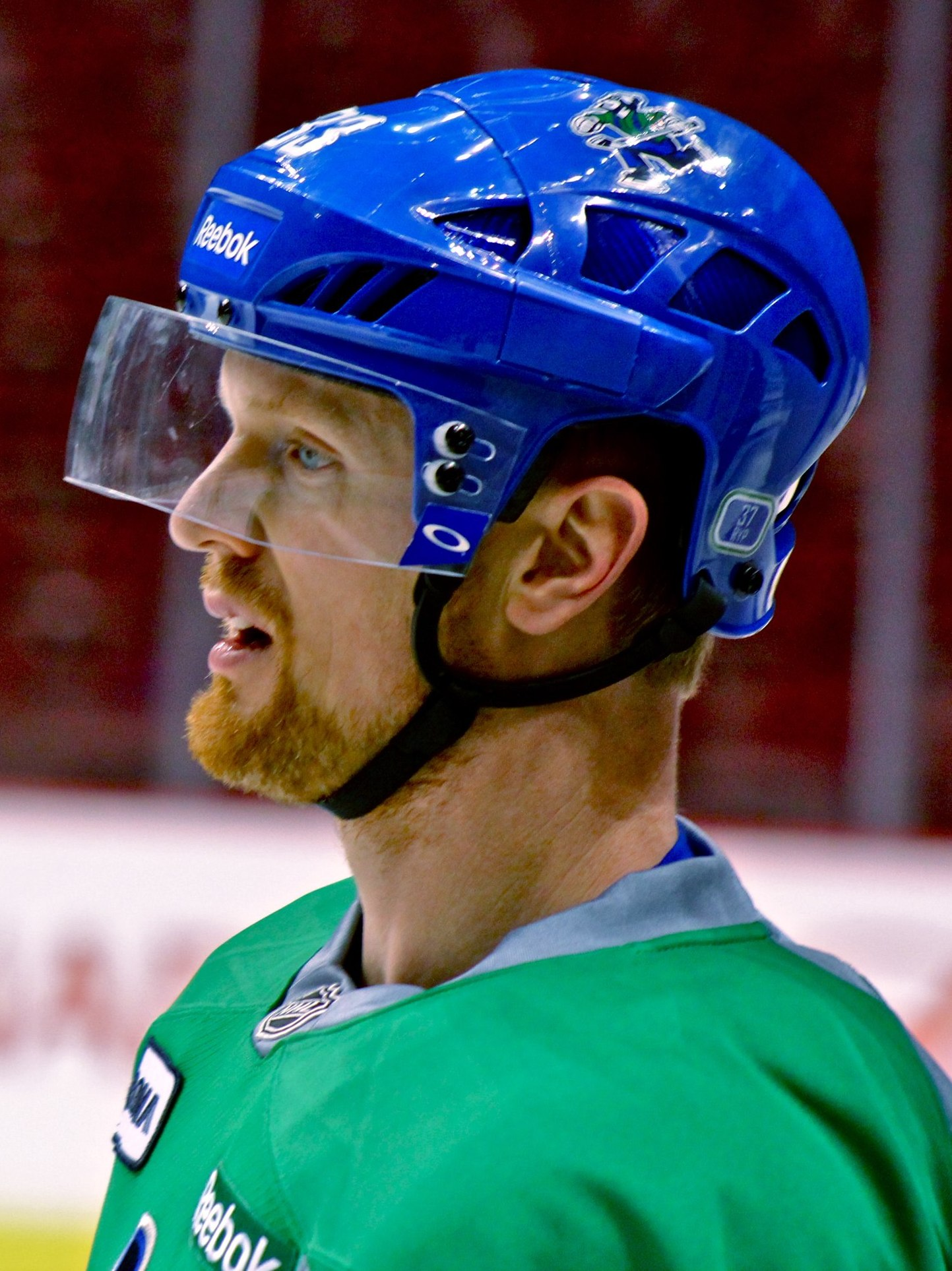
Швед Хенрик Седин является рекордсменом в истории «Кэнакс» по сыгранным матчам, набранным очкам и голевым передачам за карьеру

В сезоне 2009/10 «Ванкувер» вновь ограничился победой в своём дивизионе, а в 1/4 плей-офф вновь потерпел поражение от будущего чемпиона «Чикаго» со счётом 2-4, как и в предыдущем году. В этом сезоне Хенрик Седин стал лучшим бомбардиром регулярного чемпионата НХЛ и установил рекорд клуба по набранным очкам (112) и передачам (83). В сезоне 2010/11 «Кэнакс» впервые в своей истории выиграли регулярный чемпионат НХЛ, добрались до финала Кубка Стэнли, но в семи матчах проиграли «Бостону». Следующие два сезона выдались у «Косаток» неудачными. В обоих случаях «Кэнакс» вылетали в первом раунде (1-4 от будущего чемпиона 2012 года «Лос-Анджелеса» и 0-4 от «Сан-Хосе»). После вылета от «Акул» Ален Виньо был отправлен в отставку, а на его место приглашён Джон Торторелла из «Нью-Йорк Рейнджерс».
2 ноября 2013 года клуб навечно закрепил за Павлом Буре и вывел из обращения его игровой номер «10».
Весной 2014 года, после того как команда не вышла в плей-офф, генеральный менеджер Майк Гиллис и главный тренер Джон Торторелла покинули свои посты.
21 мая 2014 года Джим Беннинг был объявлен генеральным менеджером, ранее он работал помощником генерального менеджера команды Бостон Брюинз, которая обыграла Кэнакс тремя годами ранее. 23 июня 2014 года Уилли Дежарден был назначен 18-м главным тренером «Кэнакс».

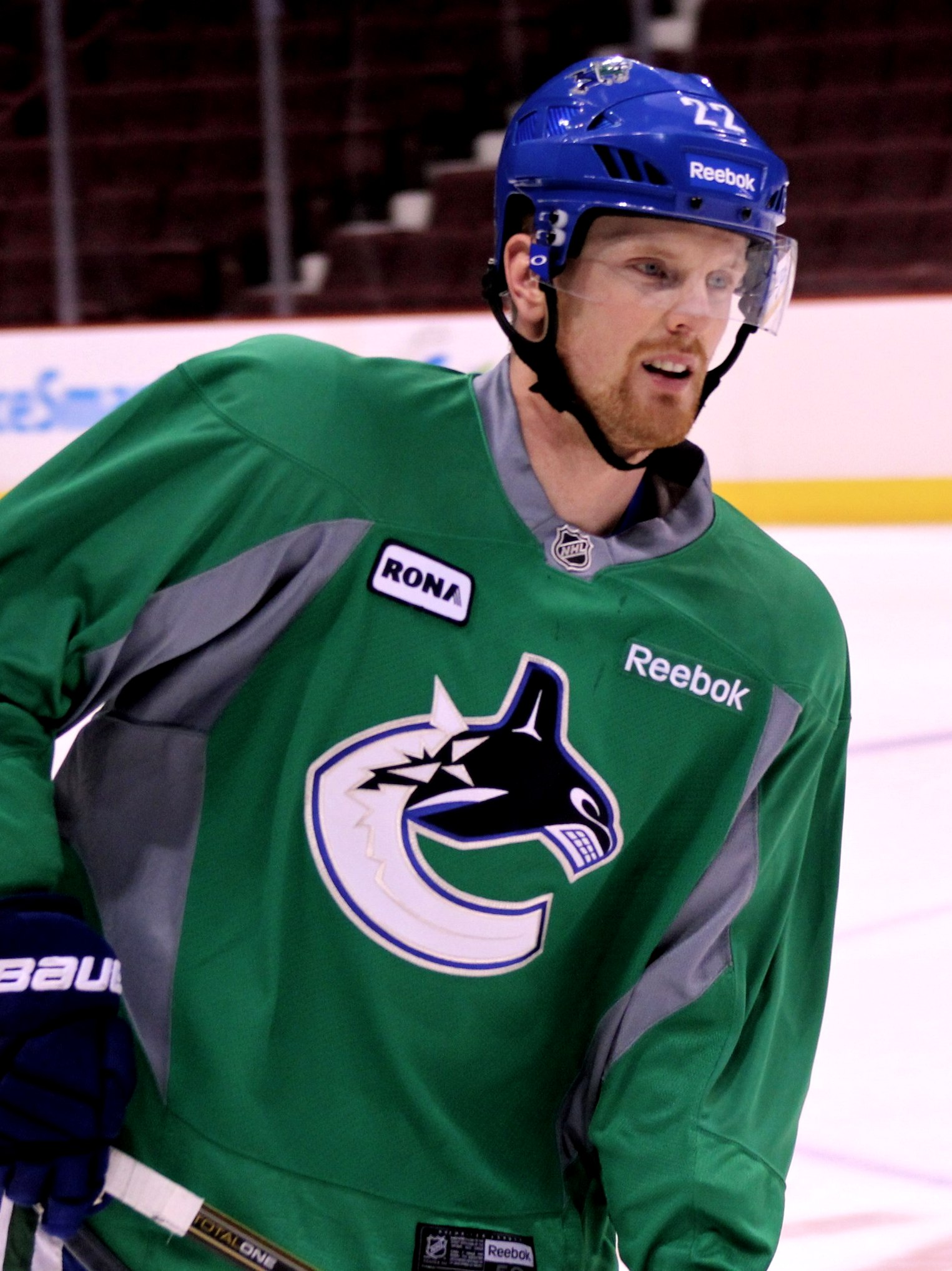
Даниэль Седин забросил больше всех шайб в составе «Кэнакс»

Сезон 2017/18 стал ещё одним неудачным для «Кэнакс», но новичок Брок Бесер стал для команды открытием сезона. Несмотря на травму в конце сезона, 29 голов и 55 очков в 62 играх было достаточно, чтобы Бесер занял второе место в голосовании за приз на звание лучшего новичка года «Колдер Трофи». 7 апреля 2018 года матч против «Эдмонтон Ойлерз» стал последним в карьере для Даниэля и Хенрика Сединов. 5 июня 2018 года умер давний диктор «Кэнакс» Джон Эшбридж, проработавший в этой роли с 1987 года, а в межсезонье ушел с поста президента по хоккейным операциям Тревор Линден.
Летом 2018 года о завершении карьеры объявили — Даниэль и Хенрик Седины, установившие множество рекордов клуба.
В сезоне 2018/19 в команде дебютировал швед Элиас Петтерссон, выбранный «Кэнакс» в первом раунде драфта 2017 года. Петтерссон побил рекорд «Кэнакс» по набранным очкам, установленный Иваном Глинкой (1981-82) и равным Павлу Буре (1991-92), и закончил регулярный сезон с 66 очками, возглавив рейтинг новичков НХЛ, выиграв приз лучшему новичку «Колдер Трофи».
В сезоне 2019/20 франшиза отметила свой 50-й сезон в НХЛ домашней церемонией открытия 9 октября 2019 года.
12 февраля 2020 года номера «22» и «33» Даниэля и Хенрика Сединов были подняты под своды «Роджерс Арены», перед игрой против «Чикаго Блэкхокс».
12 марта 2020 года сезон в НХЛ был приостановлен из-за пандемии COVID-19. «Кэнакс» выиграли свою первую серию постсезона за 9 лет в квалификационном раунде 2020 года, победив «Миннесоту Уайлд», а затем в шести играх первого раунда победили действующего обладателя Кубка Стэнли «Сент-Луис Блюз». В третьем раунде команда встречалась с «Вегас Голден Найтс» и после четырёх матчей уступала в серии со счётом 1-3, но смогла выиграть следующие 2 матча, однако в 7-й игре проиграла со счётом 0:3 и завершила своё выступление в плей-офф.
Сезон 2020/2021 стартовал 13 января 2021 года. Из-за пандемии коронавируса, лига отложила старт регулярного чемпионата и изменила составы дивизионов. В итоге каждая команда провела по 56 матчей только внутри своих дивизионов.
31 марта 2021 года лига перенесла матч «Кэнакс» против «Калгари Флэймз» после выявления у игроков «Ванкувера» коронавируса. К 7 апреля в клубе произошла массовая вспышка COVID-19, инфицированными оказались 22 игрока и 4 сотрудника команды. В итоге НХЛ перенесла 10 матчей «Ванкувера» и продлила регулярный чемпионат до 19 мая. В плей-офф команда не пробилась.
После неудачного старта сезона 2021/22, где в первых 25 матчах клуб одержал лишь 8 побед, 6 декабря 2021 года босс «Ванкувер Кэнакс» Франческо Аквилини отправил в отставку генерального менеджера клуба Джима Беннинга и главного тренера Трэвиса Грина. Исполняющим обязанности генерального менеджера назначен Стэн Смил, а главным тренером Брюс Будро.
9 декабря 2021 года на должности президента по хоккейным операциям и исполняющим обязанности генерального менеджера клуба назначен трёхкратный обладатель Кубка Стэнли Джим Рутерфорд.

## Название и эмблема
«Канук» (англ. Canuck) — фамилия героя канадского фольклора Джонни Канука, которая впоследствии стала именем нарицательным. В Северной Америке канадцев в просторечии зовут «кануками». Слово «Кэнакс» и было отражено на старой эмблеме «Ванкувера». Но в 1997 году, когда команду приобрела компания «Орка», родился нынешний логотип — зубастая косатка (символ фирмы), выныривающая из волн Тихого океана. С тех пор «Кэнаков» также называют «Косатками».

## Статистика выступления
Обозначения: И = Игры, В = Победы, П = Поражения, ПО = Поражения в овертайме (по буллитам), ШЗ = Заброшенные шайбы, ШП = Пропущенные шайбы
| Сезон     | Команда | И  | В  | П  | ПО | Очки | ШЗ    | ШП  | Место в дивизионе  | Плей-офф |
| 2018/2019 | 2018/19 | 82 | 35 | 36 | 11 | 81   | 225   | 254 | 5-е, Тихоокеанский | Не попали в плей-офф |
| 2019/2020 | 2019/20 | 69 | 36 | 27 | 6  | 78   | 228   | 217 | 3-е, Тихоокеанский | Победа в квалификационном раунде, 3-1 («Миннесота Уайлд») Победа в первом раунде, 4-2 («Сент-Луис Блюз») Поражение во втором раунде, 3-4 («Вегас Голден Найтс») |
| 2020/2021 | 2020/21 | 56 | 23 | 29 | 4  | 50   | 151   | 188 | 7-е, Северный      | Не попали в плей-офф |
| 2021/2022 | 2021/22 | 82 | 40 | 30 | 12 | 92   | 249   | 236 | 5-е, Тихоокеанский | Не попали в плей-офф |
| 2022/2023 | 2022/23 | 82 | 38 | 37 | 7  | 83   | 276   | 298 | 6-е, Тихоокеанский | Не попали в плей-офф |
| 2023/2024 | 2023/24 | 82 | 50 | 23 | 9  | 109  | 279   | 223 | 1-е, Тихоокеанский | Победа в первом раунде, 4-2 («Нэшвилл Предаторз») Поражение во втором раунде, 3-4 («Эдмонтон Ойлерз»)                                                           |
| 2024/2025 | 2024/25 | 82 | 38 | 30 | 14 | 90   | 27936 | 253 | 5-е, Тихоокеанский | Не попали в плей-офф |

## Команда

### Текущий состав
| №                         | Игрок                | Страна                    | Хват    | Дата рождения             | Рост (см) | Вес (кг) | Средняя зарплата ($) | Контракт до |
| Вратари                   | Вратари              | Вратари                   | Вратари | Вратари                   | Вратари   | Вратари  | Вратари              | Вратари     |
| ------------------------- | -------------------- | ------------------------- | ------- | ------------------------- | --------- | -------- | -------------------- | ----------- |
| 32                        | Кевин Ланкинен       | Финляндия                 | Левый   | 28 апреля 1995 (30 лет)   | 187       | 84       | 4,500,000            | 2029/30     |
| 35                        | Тэтчер Демко         | Соединённые Штаты Америки | Левый   | 8 декабря 1995 (29 лет)   | 193       | 87       | 5,000,000            | 2025/26     |
| 60                        | Никита Толопило      | Беларусь                  | Левый   | 6 апреля 2000 (25 лет)    | 197       | 97       | 775,000              | 2026/27     |
| Защитники                 |                      |                           |         |                           |           |          |                      |             |
| 17                        | Филип Гронек         | Чехия                     | Правый  | 2 ноября 1997 (27 лет)    | 183       | 77       | 7,250,000            | 2031/32     |
| 25                        | Элиас Петтерссон     | Швеция                    | Левый   | 16 февраля 2004 (21 год)  | 192       | 95       | 838,333              | 2026/27     |
| 27                        | Дерек Форборт        | Соединённые Штаты Америки | Левый   | 4 марта 1992 (33 года)    | 193       | 94       | 2,000,000            | 2025/26     |
| 29                        | Маркус Петтерссон    | Швеция                    | Левый   | 6 мая 1996 (29 лет)       | 194       | 80       | 5,500,000            | 2030/31     |
| 41                        | Акито Хиросе         | Канада                    | Правый  | 9 апреля 1999 (26 лет)    | 183       | 77       | 787,500              | 2024/25     |
| 43                        | Куинн Хьюз — К       | Соединённые Штаты Америки | Левый   | 14 октября 1999 (25 лет)  | 178       | 77       | 7,850,000            | 2026/27     |
| 55                        | Гийом Брисбуа        | Канада                    | Левый   | 21 июля 1997 (28 лет)     | 191       | 86       | 775,000              | 2025/26     |
| 57                        | Тайлер Майерс        | Канада                    | Правый  | 1 февраля 1990 (35 лет)   | 203       | 104      | 3,000,000            | 2026/27     |
| 59                        | Кирилл Кудрявцев     | Россия                    | Левый   | 5 февраля 2004 (21 год)   | 181       | 91       | 825,000              | 2026/27     |
| 73                        | Пьер-Оливье Жозеф    | Канада                    | Левый   | 1 июня 1999 (26 лет)      | 188       | 84       | 775,000              | 2025/26     |
| 90                        | Виктор Манчини       | Соединённые Штаты Америки | Правый  | 26 мая 2002 (23 года)     | 193       | 100      | 870,000              | 2025/26     |
| Левые крайние нападающие  |                      |                           |         |                           |           |          |                      |             |
| 13                        | Аршдип Бэйнс         | Канада                    | Левый   | 9 января 2001 (24 года)   | 183       | 83       | 775,000              | 2026/27     |
| 18                        | Дрю О’Коннор         | Соединённые Штаты Америки | Левый   | 9 июня 1998 (27 лет)      | 191       | 93       | 2,500,000            | 2026/27     |
| 21                        | Нильс Хёгландер      | Швеция                    | Левый   | 20 декабря 2000 (24 года) | 176       | 86       | 3,000,000            | 2027/28     |
| 28                        | Маккензи Макикерн    | Соединённые Штаты Америки | Левый   | 9 марта 1994 (31 год)     | 191       | 93       | 775,000              | 2026/27     |
| 44                        | Кифер Шервуд         | Соединённые Штаты Америки | Правый  | 21 марта 1995 (30 лет)    | 183       | 88       | 1,500,000            | 2025/26     |
| 74                        | Джейк Дебраск        | Канада                    | Левый   | 17 октября 1996 (28 лет)  | 183       | 89       | 5,500,000            | 2030/31     |
| 91                        | Эвандер Кейн         | Канада                    | Левый   | 2 августа 1991 (34 года)  | 188       | 96       | 5,125,000            | 2025/26     |
| Центрфорварды             |                      |                           |         |                           |           |          |                      |             |
| 14                        | Джозеф Лабейт        | Соединённые Штаты Америки | Левый   | 16 апреля 1993 (32 года)  | 195       | 95       | 775,000              | 2025/26     |
| 39                        | Тай Мюллер           | Канада                    | Левый   | 26 февраля 2003 (22 года) | 180       | 84       | 870,000              | 2026/27     |
| 40                        | Элиас Петтерссон — А | Швеция                    | Левый   | 12 ноября 1998 (26 лет)   | 188       | 73       | 11,600,000           | 2031/32     |
| 53                        | Теодорс Блугерс      | Латвия                    | Правый  | 15 августа 1994 (30 лет)  | 183       | 84       | 1,800,000            | 2025/26     |
| 54                        | Аату Рятю            | Финляндия                 | Левый   | 14 ноября 2002 (22 года)  | 188       | 84       | 775,00               | 2026/27     |
| 63                        | Макс Сассон          | Соединённые Штаты Америки | Левый   | 5 сентября 2000 (24 года) | 185       | 82       | 775,000              | 2025/26     |
| 72                        | Филип Хытил          | Чехия                     | Левый   | 5 сентября 1999 (25 лет)  | 187       | 92       | 4,437,500            | 2026/27     |
| 88                        | Нильс Оман           | Швеция                    | Левый   | 7 февраля 2000 (25 лет)   | 188       | 81       | 825,000              | 2025/26     |
| 94                        | Линус Карлссон       | Швеция                    | Правый  | 16 ноября 1999 (25 лет)   | 186       | 81       | 775,000              | 2025/26     |
| Правые крайние нападающие |                      |                           |         |                           |           |          |                      |             |
| 6                         | Брок Бесер           | Соединённые Штаты Америки | Правый  | 25 февраля 1997 (28 лет)  | 185       | 87       | 7,250,000            | 2031/32     |
| 8                         | Конор Гарленд        | Соединённые Штаты Америки | Правый  | 11 марта 1996 (29 лет)    | 178       | 75       | 4,950,000            | 2025/26     |
| 23                        | Юнатан Леккеримяки   | Швеция                    | Правый  | 24 июля 2004 (21 год)     | 181       | 78       | 918,333              | 2026/27     |
| 74                        | Виталий Кравцов      | Флаг России               | Левый   | 23 декабря 1999 (25 лет)  | 189       | 85       | 775,000              | 2025/26     |

### Руководство и тренерский штаб
| Должность            | Имя            | Страна    | Дата рождения            | В должности |
| -------------------- | -------------- | --------- | ------------------------ | ----------- |
| Генеральный менеджер | Патрик Алльвин | Швеция    | 10 октября 1974 (50 лет) | с 2022 года |
| Главный тренер       | Адам Фут       | Канада    | 10 июля 1971 (54 года)   | с 2025 года |
| Тренер вратарей      | Марко Торениус | Финляндия | 12 мая 1966 (59 лет)     | с 2024 года |

## Неиспользуемые номера
- 10 — Павел Буре, правый крайний нападающий (1991—1998). Выведен из обращения 2 ноября 2013 года.
- 12 — Стэн Смил, крайний нападающий (1978—1991). Выведен из обращения 3 ноября 1991 года.
- 16 — Тревор Линден, правый нападающий (1988—1998, 2001—2008)
- 19 — Маркус Неслунд, левый нападающий (1995—2008)
- 22 — Даниэль Седин, левый нападающий (2000—2018). Выведен из обращения 12 февраля 2020 года.
- 33 — Хенрик Седин, центральный нападающий (2000—2018). Выведен из обращения 12 февраля 2020 года.

## Рекорды и статистика игроков

### Очки в регулярных сезонах
| Игрок          | Страна      | Позиция | Игры | Очки | %    |
| -------------- | ----------- | ------- | ---- | ---- | ---- |
| Хенрик Седин   | Флаг Швеции | C       | 1330 | 1070 | 0.80 |
| Даниель Седин  | Флаг Швеции | LW      | 1306 | 1041 | 0.80 |
| Маркус Неслунд | Флаг Швеции | LW      | 884  | 756  | 0.86 |
| Тревор Линден  | Флаг Канады | RW/C    | 1138 | 733  | 0.64 |
| Стэн Смил      | Флаг Канады | RW      | 896  | 673  | 0.75 |
| Томас Градин   | Флаг Швеции | C       | 613  | 550  | 0.90 |
| Павел Буре     | Флаг России | RW      | 428  | 478  | 1.12 |
| Тони Танти     | Флаг Канады | RW      | 531  | 470  | 0.89 |
| Тодд Бертуцци  | Флаг Канады | RW      | 518  | 449  | 0.87 |
| Дон Левер      | Флаг Канады | LW      | 593  | 407  | 0.69 |

### За один сезон
| Показатель        | Результат | Игрок            | Страна      | Сезон             |
| ----------------- | --------- | ---------------- | ----------- | ----------------- |
| Очки              | 112       | Хенрик Седин     | Швеция      | 2009/10           |
| Голы              | 60        | Павел Буре       | Флаг России | 1992/93 • 1993/94 |
| Передачи          | 83        | Хенрик Седин     | Швеция      | 2009/10           |
| Штраф (в минутах) | 372       | Дональд Брашир   | Флаг США    | 1997/98           |
| Очки (защитник)   | 92        | Куинн Хьюз       | Флаг США    | 2023/24           |
| Очки (новичок)    | 74        | Андрей Кузьменко | Флаг России | 2022/23           |